# Goręczyno (gmina)
Goręczyno (od 1973 Somonino) – dawna gmina wiejska istniejąca w latach 1934–1954 w woj. pomorskim/gdańskim (dzisiejsze woj. pomorskie). Siedzibą władz gminy było Goręczyno.
Gmina zbiorowa Goręczyno została utworzona 1 sierpnia 1934 roku w powiecie kartuskim w woj. pomorskim z dotychczasowych jednostkowych gmin wiejskich: Egiertowo, Goręczyno, Hopowo, Kamela, Kaplica, Ostrzyce, Piotrowo (główna część), Połęczyno, Ramleje, Rąty, Rybaki, Sławki, Somonino, Starkowa Huta, Ręboszewo (część) i Potuły (część) oraz z obszarów dworskich położonych na tych terenach, lecz nie wchodzących w skład gmin. 
Po wojnie (7 kwietnia 1945 roku) gmina wraz z całym powiatem kartuskim weszła w skład nowo utworzonego woj. gdańskiego. Według stanu z dnia 1 lipca 1952 roku gmina składała się z 16 gromad: Borcz, Egiertowo, Goręczyno, Hopowo, Kamela, Kaplica, Ostrzyce, Piotrowo, Połęczyno, Ramleje, Rąty, Rybaki, Sławki, Somonino, Starkowa Huta i Wyczechowo. Gmina została zniesiona 29 września 1954 roku wraz z reformą wprowadzającą gromady w miejsce gmin. Jednostki nie przywrócono 1 stycznia 1973 roku po reaktywowaniu gmin, utworzono natomiast jej terytorialny odpowiednik, gminę Somonino.